# ロジャーズ峠
ロジャーズ峠（海抜1,330メートル）とは、ブリティッシュ・コロンビア州にあるセルカーク山脈を越える標高の高い峠で、カナダ太平洋鉄道 (CPR) とトランスカナダハイウェイが通過している。この峠は、コロンビア川の“大屈曲”をショートカットして、西のレベルストークから東のゴールデン近郊のドナルドまでをつなぐ。峠は1881年5月29日に、カナダ太平洋鉄道に雇われていた測量技師のアルバート・ボーマン・ロジャーズ少佐によって発見された。ロジャーズは、自分の名前を冠する峠をもう一つ有しており、モンタナ州で1887年に発見し、南東に600キロメートル離れている。
ロジャーズ峠はグレーシャー国立公園の心臓部であり、1886年にこの地域がアクセス可能となって以来、スキー登山やキャンプ、ハイキング、登山に人気のある山地のただ中にある。この場所には観光客向けのサービスを行うロジャーズ峠ディスカバリー・センターやホテル、国立公園事務所がある。ロジャーズ峠はカナダの国定史跡として指定されている。

## 地理
ロジャーズ峠は数多くの山々に囲まれた峡谷である。この地は西流するイルシルワト川と東流するビーバー川の源流によって形成された。両河川はどちらもコロンビア川の支流であり、この川は峠の北へ240キロメートルも迂回している。
ロジャーズ峠は冬季の降雪で知られており、年平均約10メートルの降雪量となる。険しい山々のために、冬季において雪崩は極めてありふれた出来事だ。鉄道が初めてこの峠を越えた際、雪崩から鉄道を守るために、31ヶ所、総延長6.5キロメートルのスノーシェードが造られた。後に、トランスカナダハイウェイのためにもスノーシェードが建築されており、その最大のものは1962年に完成している。冬の間もハイウェイを開通しておくために、王立カナダ砲兵隊は、交通が予想外の雪崩に遭わないよう、交通制御下において105ミリ榴弾砲で雪崩を引き起こしている。

## 発見

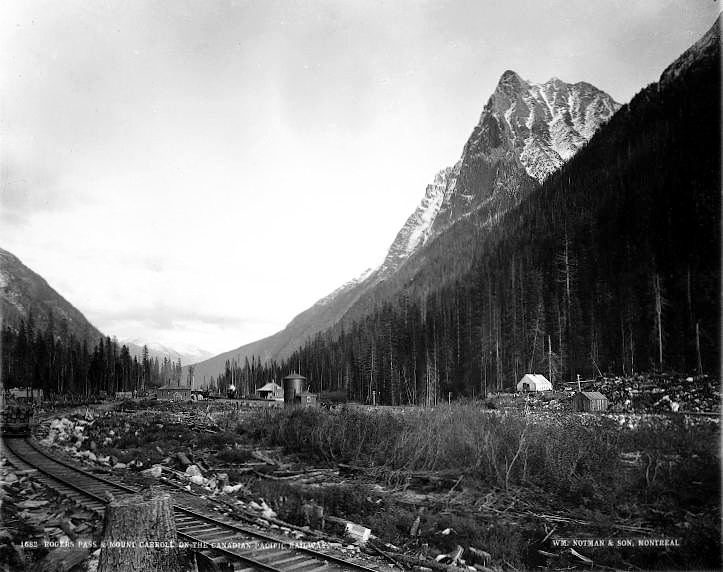
ロジャーズ峠とカナダ太平洋鉄道の線路の向こうに望むキャロル山、1887年

1870年代において、カナダ太平洋鉄道が計画されていた時、ロッキー山脈越えで最適とみなされていたルートは、北部のイエローヘッド峠だった。1881年に鉄道建設プロジェクトが民間企業に譲渡されると、ルートはキッキング・ホース峠に変わっていた。線路がプレーリーを横切るルートで建設されている最中、鉄道会社は人跡未踏のセルカーク山脈を越える峠を探し出す必要があった。さもなければ、線路は大屈曲経由で大回りを余儀なくされることとなっていただろう。

峠を見つけるためにＡ・Ｂ・ロジャーズ少佐が鉄道会社に雇われたのは1881年4月のことだった。峠発見の報償は峠の名称に名前を残すことと5,000ドルだった。ウォルター・モベリーがすでに西へつながるイーグル峠を発見しており、このモバリーの報告にあった示唆を基に、ロジャーズは今日レベルストークと呼ばれる地点から出発し、イルシルワト川を遡った。ロジャーズの一行はあとわずかでサミットに辿り着くところまで進んだが、食料をほとんど使い果たし引き返した。しかし、峠の存在については相応に確信を深めていた。翌1882年、ロジャーズは東から峠に向かって前年に後退を余儀なくされた地点にたどりついた。そして、峠の存在とプレーリーを越えて急速に近づいてきている鉄道の線路を通すために問題なく利用できることを確認した。ロジャーズは、受け取った5,000ドルの小切手を現金化せず、しばらく自宅の壁に留めて飾っていた。これはCPRのゼネラル・マネージャーだったウィリアム・コーネリアス・ヴァン・ホーンが替わりの品として金時計を送るまで続いた。

## カナダ太平洋鉄道

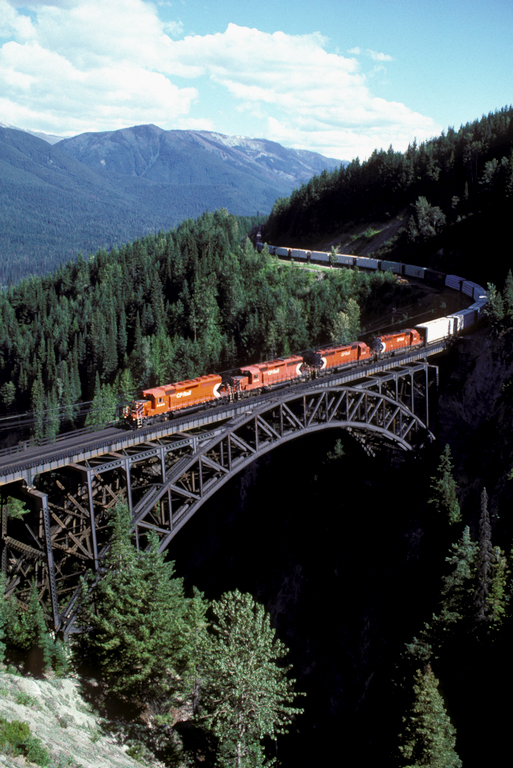
ストーニー・クリーク橋を渡るカナダ太平洋鉄道の列車

この峠を通る線路が1884年に建設された時、ビーバー川から上る東側の路線には、撮影によく使われるストーニー・クリーク橋のような長大橋を必要とした。また峠の西側では、険しい丘陵を越え、また雪崩を避けるために一連のループが用いられた。カナダ太平洋鉄道は1985年秋に工事が完了した後も、しばらく線路を開通させずに置き、冬の間の雪崩の状況を監視した。その結果、31ヶ所にスノーシェードを設置し、その総延長は約6.5キロメートルに及んだ。

大規模な雪崩が幾度か警告なしに襲来し、鉄道は人命財産に重大な被害を負うこととなった。1899年、峠の鉄道駅が雪崩によって破壊されて、8名が亡くなった。1910年3月4日、CPRは、その歴史で最悪の被害をうけることとなる。雪崩のデブリを除去するために運行されていたロータリー除雪車と作業員が、谷の反対側から流れ落ちてきた２度めの雪崩に襲われ、62名が亡くなった。
 雪崩を避けるために、ロジャーズ峠の下をくぐる全長8キロメートルのコンノート・トンネルは1916年に完成している。当時、これは北米最長の鉄道トンネルだった。廃止された路線の一部は、最終的にグレーシャー国立公園の散策用レイル・トレイルとなっている。
トンネルを通ったとしても、列車が峠を上るためにはCPRの保有する最大級の機関車と後方から押し上げる長い補助機関車を使用としていた。最大級の蒸気機関車“セルカーク”は、この峠により貫通された山脈にちなんで名付けられている。1988年、カナダ太平洋鉄道は輸送量を増強し（それぞれのトンネルを一方通行とする）、東側の勾配を下げるために、峠の下に全長14.7キロメートルのマウント・マクドナルド・トンネルを開通した。

## トランスカナダハイウェイ

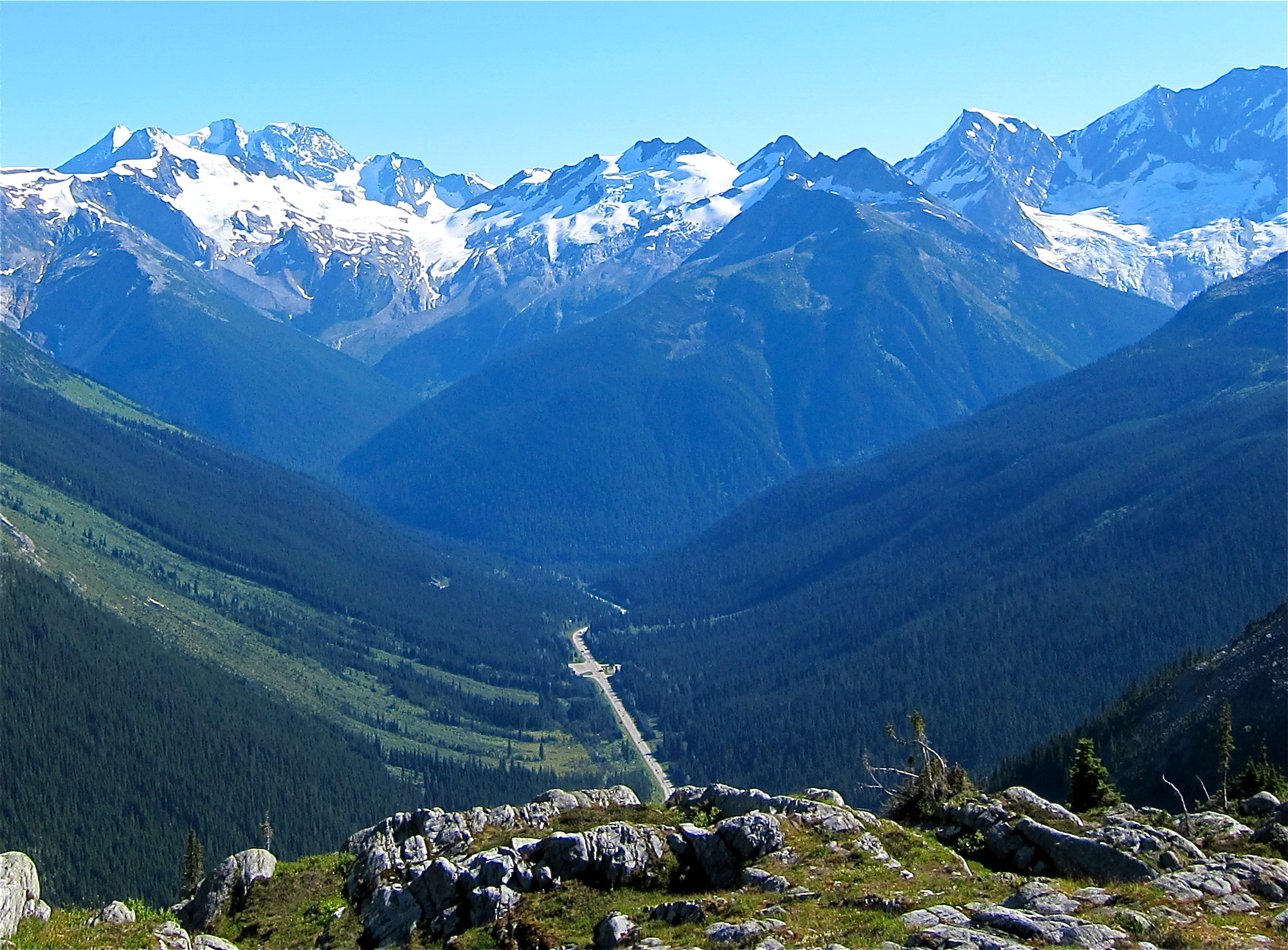
ロジャーズ峠の最上部のトランスカナダハイウェイ

レベルストークとゴールデンを結ぶ元々のハイウェイは、ロジャーズ峠を避けてコロンビア川沿いに大屈曲を通っていた。1956年から1962年にかけて、ルートを短縮するために峠を越える新しいハイウェイが建設された。これが現在トランスカナダハイウェイの一部となっている。これによりマイカダムの建設を可能とし、大屈曲の一部はキンバスケット湖となった。
数多くのスノーシェードとアース・ダムがロジャーズ峠のハイウェイを雪崩から守っている。ロジャーズ峠は世界最大級の機動雪崩制御プログラムの本拠地である。パークス・カナダとカナダ国防省はトランスカナダハイウェイと並走するカナダ太平洋鉄道路線の安全を守るために共同で活動している。

## リファレンス
- The Last Spike The Great Railway 1881-1885 Pierre Berton McCelland and Stewart Limited Toronto/Montreal 1971 0-771001327-2
- "The Spiral Tunnels and the Big Hill" Graeme Pole Altitude Publishing Canmore 1999 1-55153-907-1
- ロジャーズ峠の歴史

1. ↑  Canadian Register of Historic Places
2. ↑  “アーカイブされたコピー”. 2010年2月12日時点のオリジナルよりアーカイブ。2012年1月3日閲覧。 Disasters of the century - Rogers Pass Avalanche

座標: 北緯51度18分05秒 西経117度31分12秒 / 北緯51.30139度 西経117.52000度